# Saarijärvi (sjö i Jämsä, Mellersta Finland)
Saarijärvi är en sjö i kommunen Jämsä i landskapet Mellersta Finland i Finland. Arean är 45 hektar och strandlinjen är 3,66 kilometer lång. Sjön  ingår i Kymmene älvs huvudavrinningsområde.   Den ligger omkring 42 kilometer sydväst om Jyväskylä och omkring 200 kilometer norr om Helsingfors. 